# La química de la muerte
La Química de la Muerte (en inglés: The Chemistry of Death) es la primera entrega de la serie protagonizada por el antropólogo forense David Hunter, del autor británico Simon Beckett. Estuvo nominada para el premio Duncan Lawrie Dagger de la Crime Writer's Association. Su edición en español fue publicada por Círculo de Lectores S.A. en 2008 y por Mondadori, en su colección Roja y Negra, en 2009.

## Trama
La historia transcurre en el pueblo de Manham (condado de Norfolk), donde Hunter vive y se desempeña como médico generalista desde hace tres años -luego de la muerte de su mujer e hija en un accidente.
Al descubrirse el cadáver de la lugareña Sally Palmer, David se verá lidiando con sus viejos fantasmas. Luego de que desaparece otra mujer, el ambiente se va transformando lentamente, y el miedo se convierte en paranoia. En medio de todo esto, el inspector Mackenzie recurre a David para que le ayude a identificar a las víctimas y atrapar al asesino.